# Bernd Guggenberger
Bernd Guggenberger (* 1949 in Blasiwald) ist ein deutscher Politikwissenschaftler,  Soziologe,  Essayist, bildender Künstler und Professor für Politische Wissenschaften sowie Rektor an der Lessing-Hochschule zu Berlin.

## Leben
Guggenberger machte das Abitur am Kolleg St. Blasien, studierte Germanistik, Geschichte, Politik, Soziologie und Philosophie in Freiburg und Berlin. Er lehrte an den Universitäten Freiburg, Bielefeld und Osnabrück Politische Wissenschaften und Soziologie. Neben vielfältigen publizistischen Arbeiten verfasste Guggenberger zahlreiche Aufsätze und Bücher, darunter Sein oder Design. Zur Dialektik der Abklärung (Berlin 1987), Das Menschenrecht auf Irrtum (München 1987), Wenn uns die Arbeit ausgeht (München 1988), Einfach schön: Schönheit als soziale Macht (Berlin 1995). Guggenberger veranstaltet Ausstellungen seiner Bilder und Objekte, veröffentlicht Lyrik und Kunstprosa im Rundfunk, in Zeitschriften und Anthologien. Guggenberger war Professor für Politische Wissenschaften an der  Freien Universität Berlin und hat aktuell eine Lehrtätigkeit an der Lessing-Hochschule zu Berlin, an der er Rektor ist. Er schreibt für Die Zeit und die Frankfurter Allgemeine Zeitung. Guggenberger lebt in Woltersdorf bei Berlin.

## Werke
- 1987 Sein oder Design – Zur Dialektik der Abklärung, Rotbuch Verlag, ISBN 3 88022 329 7
- 1999 Das digitale Nirwana – Vom Verlust der Wirklichkeit in der schönen neuen Online-Welt, Rowohlt Taschenbuch Verlag, ISBN 3 499 60591 0